# トマス・ウィリアムズ (作家)
トマス・ウィリアムズ（Thomas Williams、1926年11月15日 - 1990年10月23日）は、アメリカ合衆国の小説家。小説『The Hair of Harold Roux』は、ロバート・ストーン (Robert Stone) の『Dog Soldiers』とともに、1975年の全米図書賞（小説部門）を受賞し、最後に発表された小説『Moon Pinnace 』（1986年）は、全米批評家協会賞の最終候補作に残った。

## 生涯
ウィリアムズは、1926年にミネソタ州ダルースに生まれた。ウィリアムズは、子どもの頃にニューハンプシャー州へ移り、その後の人生のほとんどを同州で働き、また、執筆しながら過ごしたが、教育はアイオワ作家ワークショップ (Iowa Writers' Workshop)、シカゴ大学に学び、短期間ながらパリにも留学した。長くニューハンプシャー大学 (University of New Hampshire) で教鞭を執り続け、生涯に小説を8作品発表した。小説家ジョン・アーヴィングは、ニューハンプシャーで長くテニュアであったウィリアムズの教え子のひとりであり、ウィリアムズの没後に刊行された作品集『Leah, New Hampshire』（1992年）に序文を寄せている。
ウィリアムズのプロフィールは、1985年の『Gun People』という書籍にも収められている。そこで、ウィリアムズは、自らの狩猟への関心や、自作との関係などについて述べている。
ウィリアムズは、ニューハンプシャー州ダーラムに住んでいたが、肺癌のため同州ドーバー (Dover) の病院において、63歳で亡くなった。

## 影響
2011年、『The Hair of Harold Roux』が再刊され、ウィリアムズ作品への新たな関心を呼び起こした。ウィリアムズの娘アン・ジョスリン・ウィリアムズ (Ann Joslin Williams) は、作家、小説家であり、『The Woman in the Woods』の連作により2005年のスポケーン賞 (Spokane Prize) を受賞した。彼女は最初の長編小説『Down From Cascom Mountain』を2011年に発表した。父と同じように、彼女もアイオワ作家ワークショップに学び、ニューハンプシャー大学の教授となっている。
ウィリアムズの影響を受けた人々としては、ジョン・アーヴィング、アリス・マクダーモット (Alice McDermott)、ビル・モリッシー (Bill Morrissey)、アンドレ・デュバス3世 (Andre Dubus III)や、娘のアン・ジョスリン・ウィリアムズ (Ann Joslin Williams) らが挙げられる。

## おもな作品
小説
- Ceremony of Love. Indianapolis: Bobbs-Merrill (1955)
- Town Burning. New York: Macmillan (1959)
  - (reissue: paperback). Anchor Books, 1988. ISBN 978-0-385-24250-9
- The Night of Trees. New York: Macmillan (1961)
  - (reissue: paperback). Ampersand Press & Small Press Distribution (1989). Introduction by John Irving. ISBN 978-0-935331-09-7
- A High New House. New York: Dial Press (1963) –ウィリアムズはこの短編集で「Dial Press Fellowship Award for Fiction」を受けた
- Whipple's Castle: An American Novel. New York: Random House (1969)
  - (reissue: paperback). Anchor Books, 1988. ISBN 978-0-385-24249-3
- The Hair of Harold Roux. New York: Random House (1974)[14]
- Tsuga's Children. New York: Random House (1977) ISBN 0-394-49731-7
- The Followed Man. New York, NY: Richard Marek (1978) ISBN 978-0-399-90025-9
- Moon Pinnace. Garden City, NY: Doubleday & Company (1986)
  - (reissue: paperback). Anchor Books, 1988. ISBN 978-0-385-24247-9

没後の出版
- Leah, New Hampshire: The Collected Stories of Thomas Williams. New York: William Morrow and Company (1992)
  - (Trade Paperback). Graywolf Press, 1993. - 序文はジョン・アーヴィング
- The Hair of Harold Roux. Bloomsbury USA (2011; reissue)  ISBN 978-1-60819-583-1[13] - 序文はアンドレ・デュバス3世 (Andre Dubus III)、あとがきはアン・ジョスリン・ウィリアムズによる。